# Clímaco Batista Díaz
Clímaco Batista Díaz (Las Tablas, 22 de mayo de 1907 - 25 de abril de 1978) fue un violinista y compositor de música folklórica panameña. Fue impulsor del uso del violín dentro de la música típica panameña en el siglo XX y actualmente se le rinde tributo a través del Concurso Nacional de Violín, establecido en 2017 y avalado por el Ministerio de Cultura de Panamá.

## Biografía
Nació en la capital de la provincia de Los Santos, siendo hijo de Juan Manuel Batista e Isabel Díaz de Batista. Sólo llegó a estudiar la escuela primaria, y al no poder continuar optó por aprender música, eligiendo el violín como su instrumento favorito y siendo instruido por Cecilio "Chilito" Rodríguez. Fue maestro de primaria desde 1924 hasta 1932.
Fue instructor del Conjunto Folklórico Tableño, que se presentó en la década de 1950. En 1964 ganó el Primer Festival de Música y Décimas junto con Min Acevedo con la cumbia Los ojos de Pastora, grabado posteriormente por Leonidas Cajar y cantado por Lucy Jaén. En la década de 1960 fue profesor de música en el colegio Manuel María Tejada Roca.
Su interpretación con el violín le hizo merecedor por varios años el título de Violinista del Año por la Unión Folclórica Nacional. Compuso varias piezas de cumbia como Los ojos de Pastora, Seguí así que vais bien, Neña Batista, Un recuerdo tuyo, La mula tumbó a Genaro, Vallerrico, Flor del Valle, Tableña de pollera y Pista nueva. Compuso varias piezas musicales que han sido usados para acordeón en el danzón cumbia, cumbia abierta, cumbia cerrada, cumbia atravesada, pasillos y puntos.
Póstumamente, bajo la Ley 35 del 30 de mayo de 2017 se declaró el Concurso Nacional de Violín, realizándose cada 20 de julio en la ciudad de Las Tablas, honrando a los diferentes exponentes de violín a nivel nacional (e internacional desde 2019). El concurso es organizado por el Comité de las Fiestas Patronales de Las Tablas y patrocinado por el Ministerio de Cultura de Panamá, quien destina 10 mil balboas como apoyo. Las categorías que maneja el concurso son: Juvenil, la Medallista y la Clímaco Batista Díaz.